# Templo Nacional de Santa Teresa de Jesús y Convento de los Padres Carmelitas Descalzos
El Templo Nacional de Santa Teresa de Jesús es un templo católico situado en la plaza de España de Madrid y perteneciente a la orden carmelita. Con la denominación Templo Nacional de Santa Teresa de Jesús y Convento de los Padres Carmelitas Descalzos fue declarado bien de interés cultural el 20 de diciembre de 1995. De 1965 a 2015 fue la sede de la Parroquia de Santa Teresa y San José, por lo que el templo es conocido también con ese nombre. 

## Historia
El convento e iglesia de carmelitas ocupa un amplio solar en los aledaños de la plaza de España, hacia el lado meridional de la misma. Su fachada, de inspiración medieval, crea un marcado contraste con los edificios modernos de su alrededor.
Los carmelitas descalzos se asentaron por primera vez en Madrid en 1586 en el convento de San Hermenegildo. Este terminó por ocupar una gran manzana y, en 1605, se inauguró una nueva iglesia conventual. Esta fue reconstruida en el siglo XVIII y se conserva con el nombre de Parroquia de San José.
En 1836, los carmelitas descalzos fueron expulsados por efecto de la desamortización de Mendizábal, y perdieron este convento, como todos los demás de España, a excepción del Desierto de las Palmas. Regresaron a Madrid en 1876, y en 1886 abrieron una capilla en la calle Evaristo San Miguel. Finalmente se trasladaron a la plaza de España, al solar situado entre las calles Irún y Cadarso. La primera piedra se colocó el día 28 de abril de 1916, prolongándose las obras hasta el año 1928 en que se terminaron. Durante la quema de conventos de 1931 sufrió graves daños. Por último, al finalizar la Guerra Civil, el edificio hubo de ser totalmente restaurado a consecuencia del incendio que destruyó gran parte de la iglesia durante el conflicto.
En la actualidad, el convento y la iglesia pertenecen a la orden de carmelitas descalzos. Fue sede de la Parroquia de Santa Teresa y San José desde 1965 y el 1 de enero de 2016, y tuvo una Residencia de Ancianos (obra social de la parroquia) entre 1978 y 2023. Actualmente es una iglesia con celebraciones de misas, confesión y actividades de oración y formación, adscrita a la Parroquia de San Marcos.

## Descripción

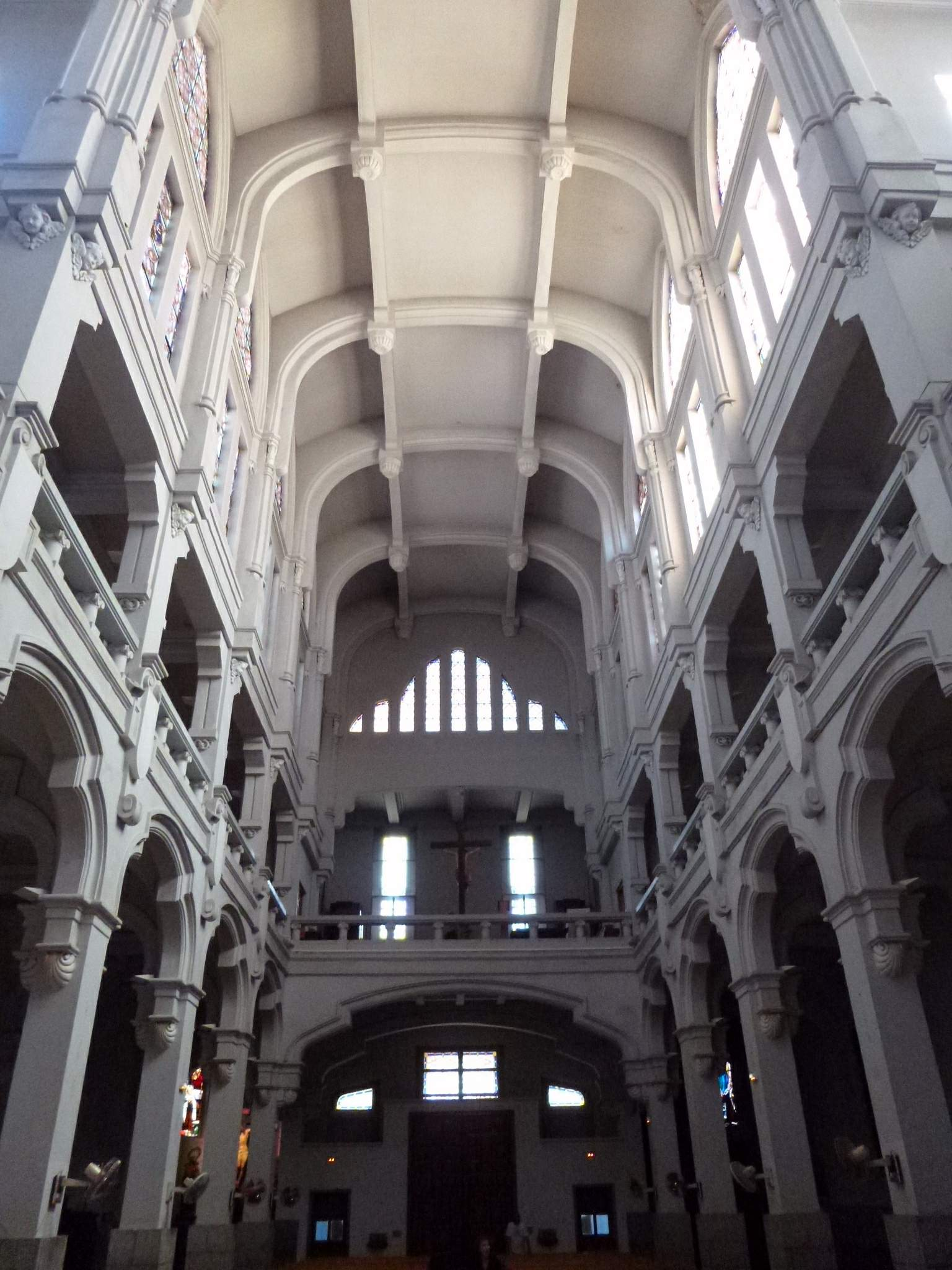
Aspecto del interior del templo.

El proyecto del edificio se debe al arquitecto Jesús Carrasco-Muñoz, que se inspiró en "El Castillo Interior" o "Las Moradas" de Santa Teresa de Jesús, lo que explica el aspecto de fortaleza medieval que presenta el edificio. El mencionado arquitecto concibió un edificio ecléctico en el que se mezclan las corrientes medievales traducidas a un lenguaje cercano al modernismo. Carrasco Muñoz tuvo que resolver además la dificultad que entrañaba la topografía del solar, que presenta un gran desnivel entre la cota de la calle Ferraz y la de Cadarso, de manera que la fachada posterior de la iglesia constituye la cuarta planta de la calle Cadarso.
El elemento que más resalta del proyecto es la iglesia, de grandes dimensiones. Se trata de un templo de planta de cruz latina con tres naves: la central y dos laterales con tribunas. Se cubre con cubierta plana sostenida por arcos de medio punto rebajados. Crucero de gran altura con cúpula con linterna. En el mismo, del lado de la Epístola, "Apoteosis de Santa Teresa", óleo sobre lienzo adherido a paramento de grandes dimensiones, obra de Francisco Cossío (siglo XX); en el lado del Evangelio, "Apoteosis de la Orden", óleo sobre lienzo de las mismas características y autoría que el anterior.
Una de las características más sobresalientes de la iglesia es su gran luminosidad, conseguida gracias a numerosos vanos rectangulares con cerramiento de vidrieras de colores realizadas por Casa Maumejean (siglo XX).
Al exterior, la fachada se resuelve con un esquema que recuerda el de una torre baluarte almenada, en la que el cuerpo central es de mayor altura que los laterales, los cuales se proyectan a modo de cubos ochavados. En el cuerpo central se abren accesos en arco de medio punto rebajados y, sobre ellos, la imagen de Santa Teresa. Destaca el volumen de la cúpula, decorada con azulejería en la que predomina el color amarillo.